# Jan Pynas
Jan Pynas (Haarlem, 1583/1584 – Amsterdam, 1631) è stato un pittore olandese, assieme al fratello minore Jacob fu tra i principali Pre-Rembrandtisti, ovvero i fondatori della pittura olandese.

## Biografia

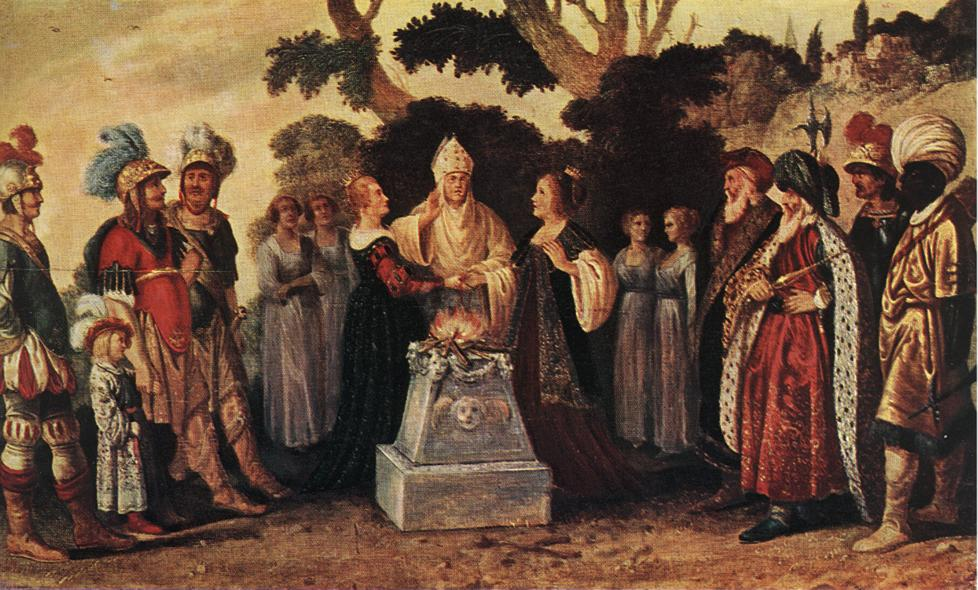
Allegoria storica, Museo di belle arti

Si recò col fratello Jacob, verso il 1605, in Italia, dove incontrò Pieter Lastman e Adam Elsheimer, il quale influenzò i due fratelli in modo decisivo.
Fu a Leida nel 1610, ad Amsterdam nel 1613 e probabilmente dovette compiere nel 1615 un secondo viaggio a Roma. Nel 1616 ricevette un importante commissione per dei dipinti di soggetto biblico che dovevano decorare la camera da letto del re Cristiano di Danimarca.

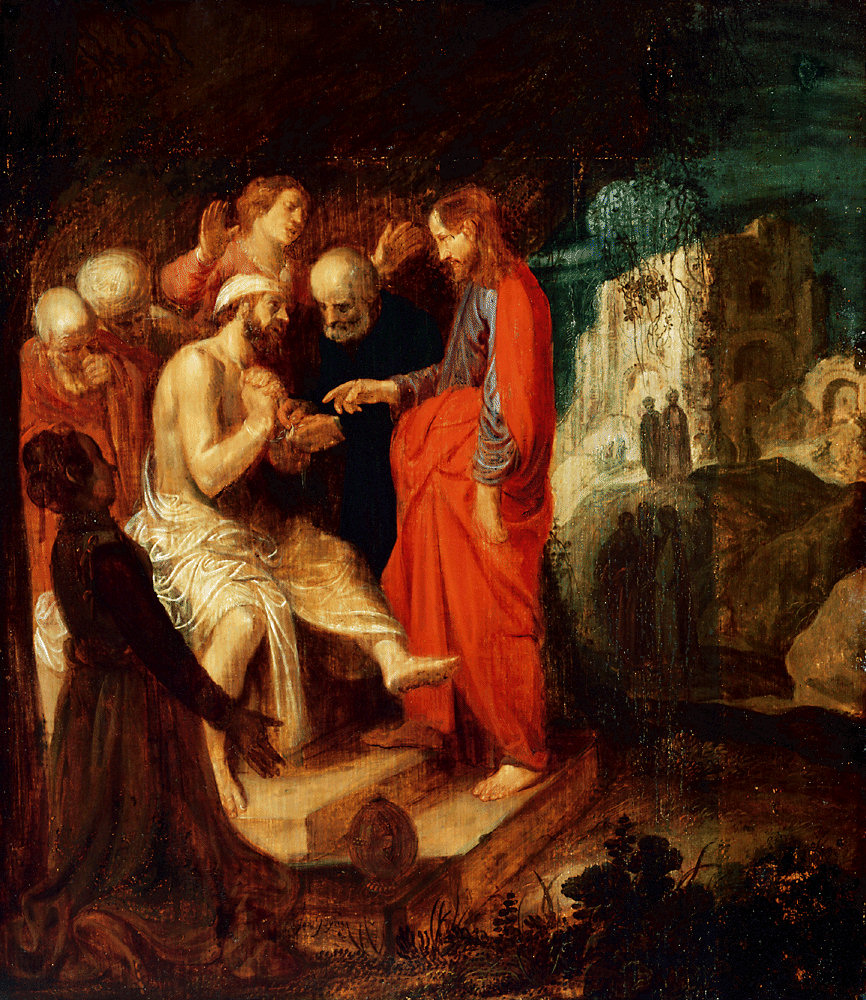
Resurrezione di Lazzaro, 1615, Philadelphia, collezione Johnson

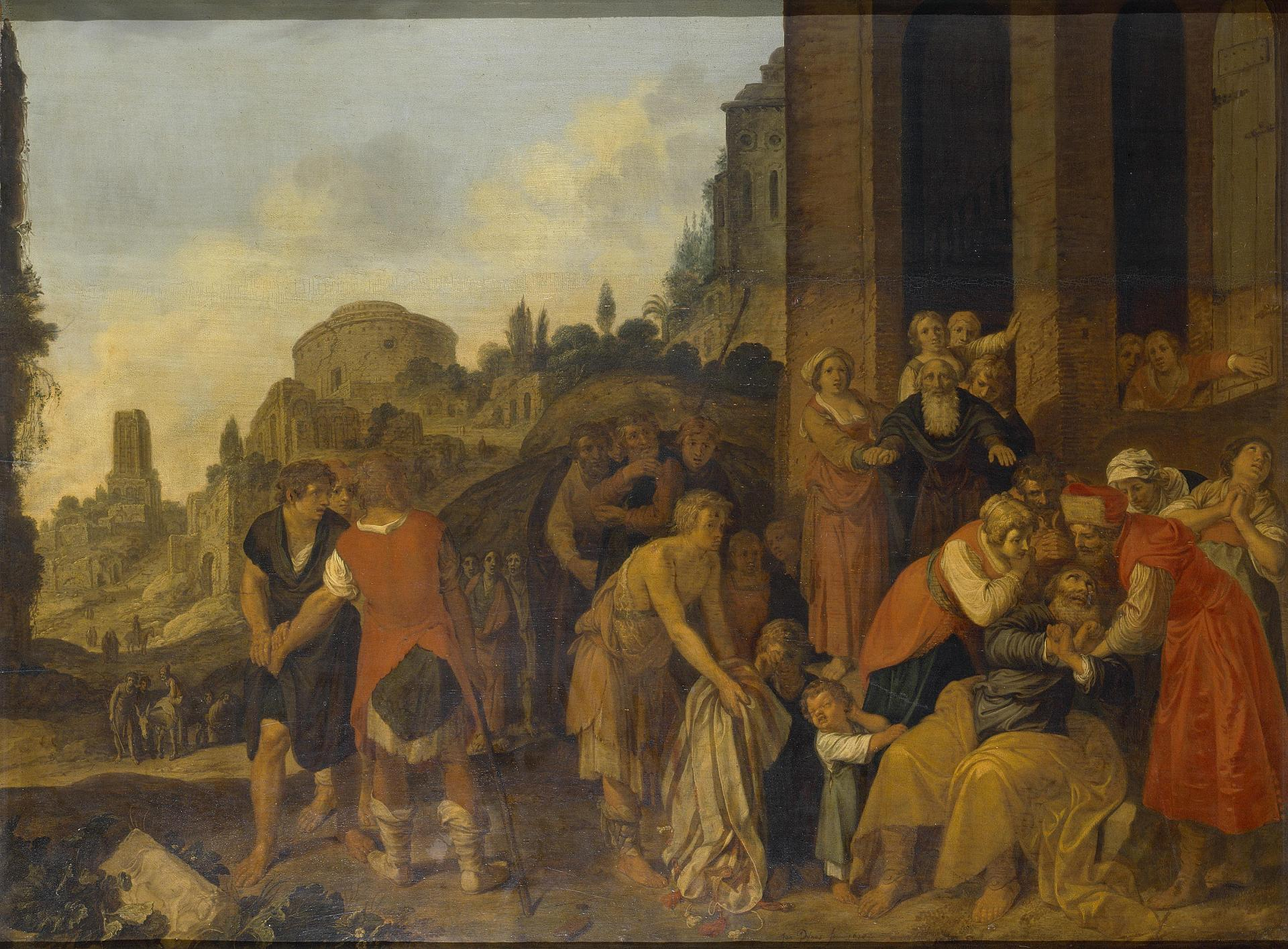
Veste insanguinata di Giuseppe, 1618, Ermitage, San Pietroburgo

I suoi pochi quadri certi rivelano un pittore di storie bibliche che seguono Lastman e Elsheimer; tra questi ricordiamo:
- Resurrezione di Lazzaro, 1605, Museo di Aschaffenburg
- Deposizione nel sepolcro, 1607, Louvre, Parigi
- Resurrezione di Lazzaro, 1615, Philadelphia, collezione Johnson
- Veste insanguinata di Giuseppe, 1618, Ermitage, San Pietroburgo
- Aronne cambia l'acqua del fiume in sangue, 1626, Rijksmuseum, Amsterdam.

È di fatto piuttosto indipendente, anzi più originale di Lastman per la freschezza narrativa, talvolta ingenua e maldestra, e per gli effetti pittoreschi di luce e colore, derivanti probabilmente da ricordi di un soggiorno veneziano. Inoltre, meno accademico the Lastman, ha certamente costituito accanto a quest'ultimo un esempio fondamentale per la formazione del giovane Rembrandt nell'approfondimento del messaggio di Adam Elsheimer e nella ricerca di una pittura di storia più umana ed eloquente, che costituirà il contrassegno del suo genio: secondo Arnold Houbraken, Rembrandt, dopo il suo soggiorno presso Lastman, avrebbe passato alcuni mesi presso il fratello di Jan, Jacob, ma è anche possibile che lo storico abbia confuso i due fratelli.
Va ricordato inoltre che, secondo Oehler, si potrebbe attribuire a Jan anche un piccolo gruppo di paesaggi alla maniera di Elsheimer, meno secchi di quelli del fratello e anch'essi fortemente improntati da Saraceni, fatto che costruisce un interessante ampliamento dell'opera tradizionalmente nota di Jan; tra questi vi sono:
- Incontro tra Esaù e Giacobbe, Rijksmuseum, Amsterdam
- Predicazione di San Giovanni Battista, Kunsthistorisches Museum, Vienna
- Cristo portacroce, Galleria Doria Pamphilj, Roma.

Assai celebre suoi tempi, lodato da Vondel, ebbe numerosi allievi, come Gerrit Pietersz Sweelink, Steven van Goor, Rombout van Troyen; i suoi quadri venivano all'epoca pagati a caro prezzo, anche se ciò non può in alcun modo modificare il giudizio moderno su un artista certo non grande, ma la cui importanza nella storia dell'arte è maggiore del suo talento.